# Grindhouse

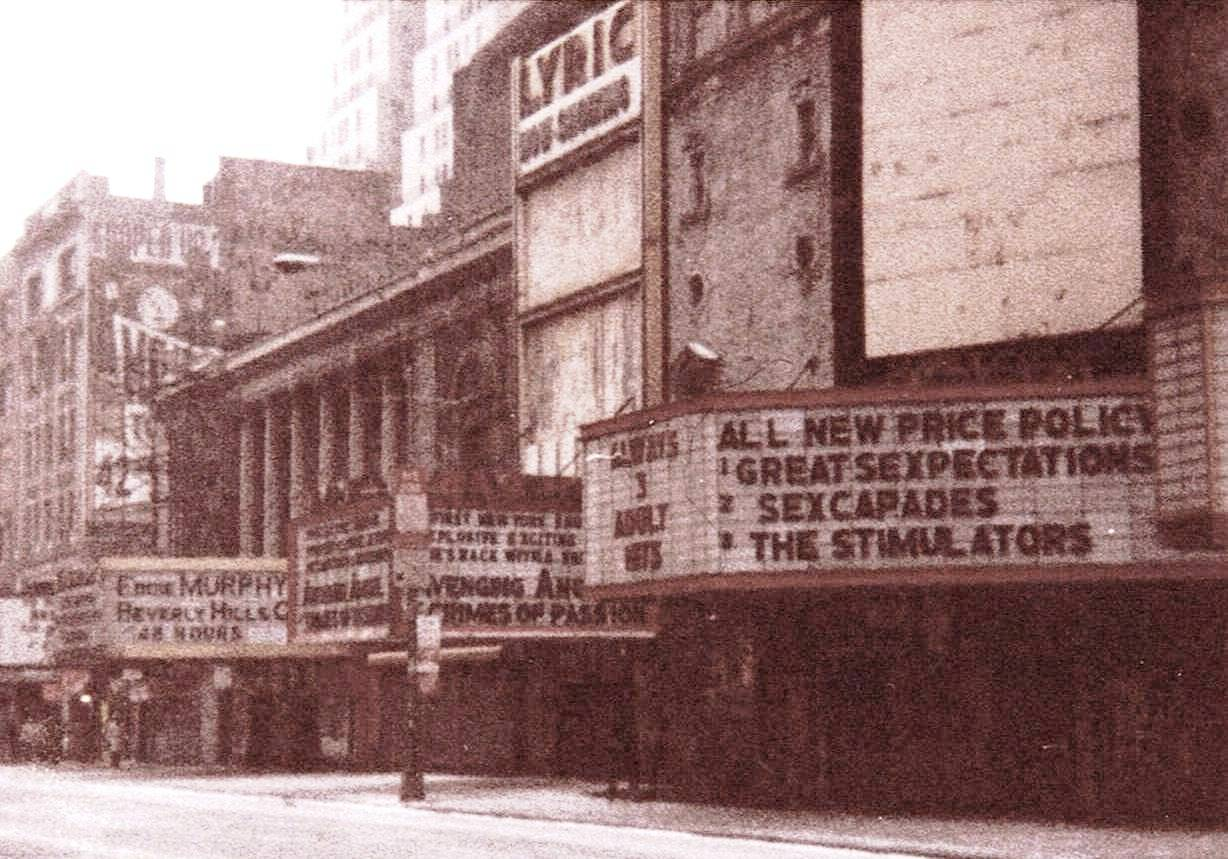
Rua 42 em 1985 na Times Square, mostrando o Lyric, um dos vários cinemas grindhouse na época

Grindhouse ou action house é um termo americano para um cinema que exibe principalmente filmes de terror, splatter e exploitation de baixo orçamento para adultos. De acordo com o historiador David Church, esse tipo de cinema recebeu o nome de "grind policy", uma estratégia de programação de filmes que remonta ao início dos anos 1920, que exibia continuamente filmes com preços reduzidos que normalmente subiam ao longo de cada dia. Essa prática de exibição era marcadamente diferente da prática mais comum da época de menos shows por dia e preços graduais para diferentes seções de assentos em grandes cinemas urbanos, que eram tipicamente propriedade de estúdios.

## História
Devido à proximidade desses cinemas com formas controversas de entretenimento sexualizado como o burlesco, o termo "grindhouse" tem sido frequentemente associado erroneamente a teatros burlescos em áreas urbanas de entretenimento, como a Rua 42 na cidade de Nova York, onde a dança bump and grind e o striptease eram apresentados. No filme Lady of Burlesque (1943), um dos personagens se refere a um desses teatros burlescos na Rua 42 como "grindhouse", mas Church aponta que a definição principal no Oxford English Dictionary é para um cinema diferenciado por três critérios:
- Mostra uma variedade de filmes, em sucessão contínua
- Baixas taxas de admissão
- Os filmes exibidos são frequentemente de má qualidade ou de baixo mérito (artístico)

Church afirma que o primeiro uso do termo "grind house" foi em um artigo da Variety de 1923, que pode ter adotado o uso da gíria contemporânea de "grind" para se referir às ações de ladradores exortando clientes em potencial a entrar no local.
Contas duplas, triplas e "toda a noite" em uma única taxa de entrada muitas vezes encorajavam os clientes a passar longos períodos de tempo nos cinemas. O meio foi amplamente e fielmente capturado na época pela revista Sleazoid Express.
Como os cinemas grindhouse eram associados a um público de classe baixa, os cinemas grindhouse gradualmente se tornaram vistos como lugares de má reputação que exibiam filmes de má reputação, independentemente da variedade de filmes — incluindo filmes de Hollywood subsequentes — que foram realmente exibidos. Exibições semelhantes de segunda exibição são realizadas em cinemas de desconto e cinemas de bairro; as características distintivas do "grindhouse" são seu cenário urbano típico e a programação de filmes de estreia de baixo mérito, não predominantemente de filmes de segunda exibição que receberam grandes lançamentos.

### Pressão da televisão
A introdução da televisão erodiu enormemente o público dos cinemas locais e de tela única, muitos dos quais foram construídos durante o boom do cinema na década de 1930. Em combinação com a decadência urbana após a fuga dos brancos das áreas urbanas mais antigas em meados da década de 1960, a mudança na economia forçou esses cinemas a fechar ou oferecer algo que a televisão não podia. Na década de 1970, muitos desses cinemas se tornaram locais para filmes exploitation, como pornografia adulta e vulgar, ou terror slasher, e filmes dublados de artes marciais de Hong Kong.

### Conteúdo
Filmes rodados e exibidos em grindhouses caracteristicamente contêm grandes quantidades de sexo, violência ou assuntos bizarros. Um gênero de destaque foram os "roughies" ou filmes de sexploitation, uma mistura de sexo, violência e sadismo. A qualidade variava, mas valores de produção de baixo orçamento e baixa qualidade de impressão eram comuns. As opiniões críticas variaram em relação à tarifa típica do grindhouse, mas muitos filmes adquiriram seguidores cult e elogios da crítica.

### Declínio
Em meados da década de 1980, os canais de filmes a cabo e o home video ameaçavam tornar o grindhouse obsoleto. No final da década, esses cinemas haviam desaparecido da Broadway e do Hollywood Boulevard de Los Angeles, da Times Square de Nova York e da Market Street de São Francisco. Outro exemplo foi o Jolar Theatre em Nashville, Tennessee, na parte baixa da Broadway, que funcionou até ser incendiado em 14 de abril de 1978.
Em meados da década de 1990, esses cinemas em particular haviam praticamente desaparecido dos Estados Unidos; muito poucos existem hoje.

## Homenagem
O filme de Robert Rodriguez, Planet Terror, e o filme de Quentin Tarantino, Death Proof, que foram lançados juntos como Grindhouse em 2007, foram criados como uma homenagem ao gênero cinematográfico. Um filme com um mock-trailer em Grindhouse, Machete (também de Rodriguez), foi posteriormente transformado em seu próprio longa-metragem, com o cuidado de incluir a cena do trailer de Grindhouse (originalmente filmado como um trailer de um filme que não/nunca existiria). O lançamento canadense de Grindhouse incluiu um trailer falso adicional, Hobo With a Shotgun, que também foi posteriormente transformado em um longa-metragem. Filmes semelhantes, como Chillerama, Drive Angry e Sign Gene têm aparecido desde então. O filme Brawl in Cell Block 99, de S. Craig Zahler, é um exemplo moderno do gênero, junto com seu filme noir de 2018, Dragged Across Concrete.
Manhunt, Red Dead Revolver, The House of the Dead: Overkill, Wet, Shank, RAGE e Shadows of the Damned são vários exemplos de videogames que servem como homenagens aos filmes grindhouse.
O autor Jacques Boyreau lançou o livro Portable Grindhouse: The Lost Art of the VHS Box em 2009 sobre a história do gênero. O campo também é o foco do documentário de 2010, American Grindhouse. Além disso, os autores Bill Landis e Michelle Clifford lançaram Sleazoid Express, uma homenagem aos vários grindhouses da Times Square, mas também uma história dos vários gêneros que cada cinema apresentava.
O programa de televisão do Syfy, Blood Drive se inspira no grindhouse, com cada episódio apresentando um tema diferente.
O romance Our Lady of the Inferno é escrito como uma homenagem aos filmes grindhouse e apresenta vários capítulos que se passam em um cinema grindhouse.
A série animada, Seis Manos, tem uma premissa semelhante aos filmes grindhouse de uma história de kung fu ocorrendo no México dos anos 1970 e é mostrada com um filtro de filme granulado semelhante e erros de projeção simulados.
O filme de terror de Ti West, X (2022), é uma homenagem ao grindhouse.

## Galeria

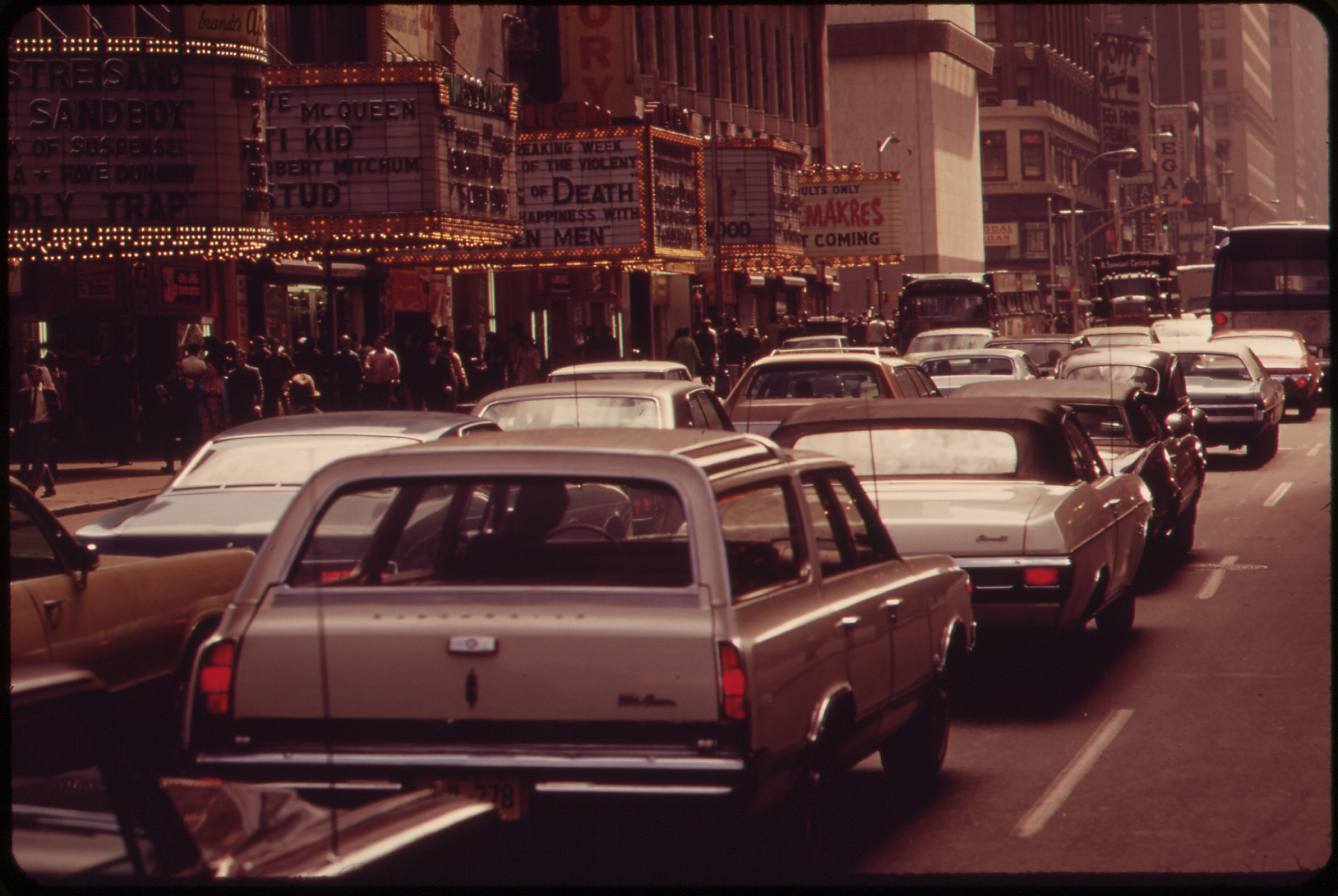
Marquisis grindhouse ao longo da 42nd St (cidade de Nova York, 1973)
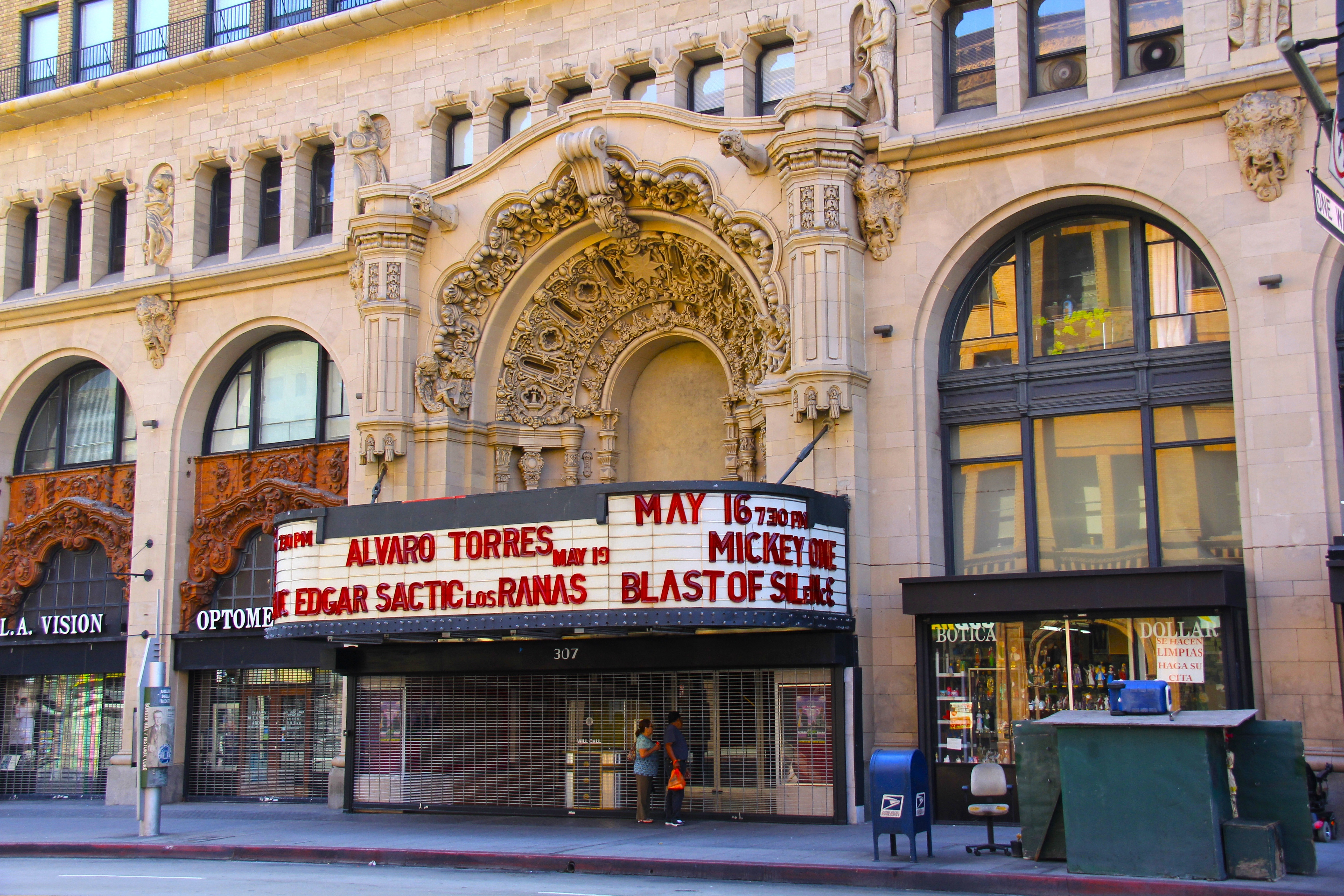
Million Dollar Theater em Los Angeles (2012), marquise anunciando Mickey One e Blast of Silence
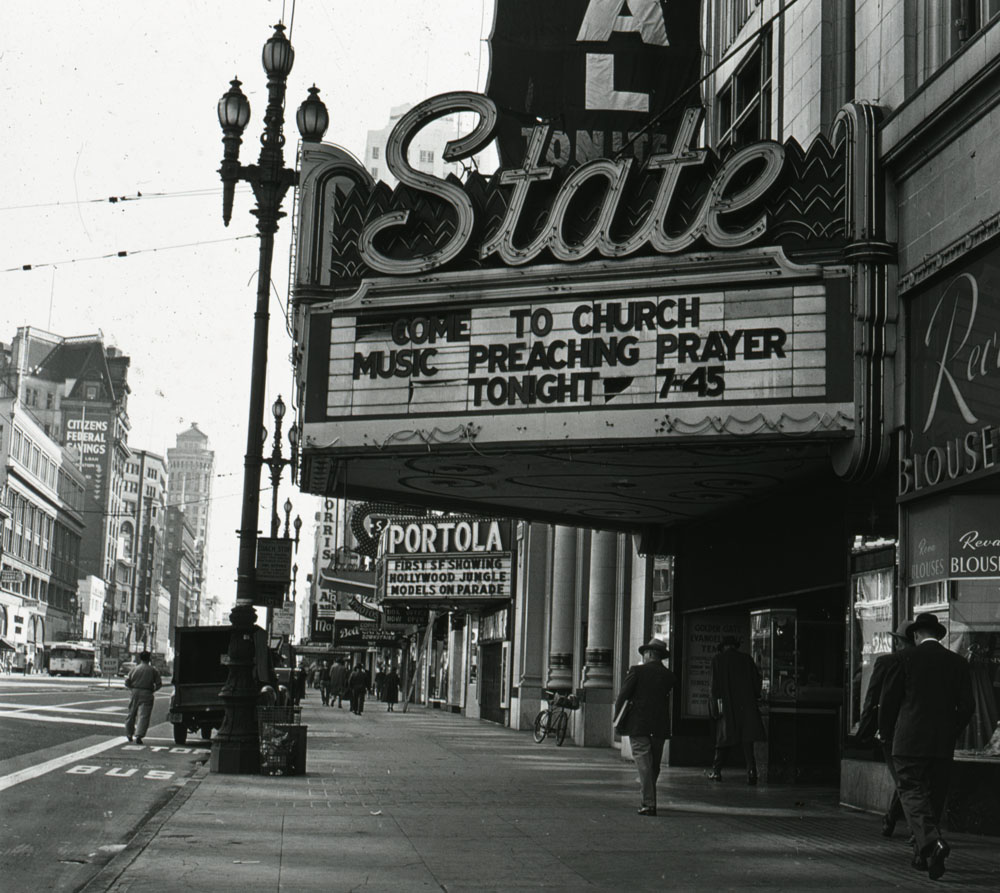
Cinemas em São Francisco (1956)
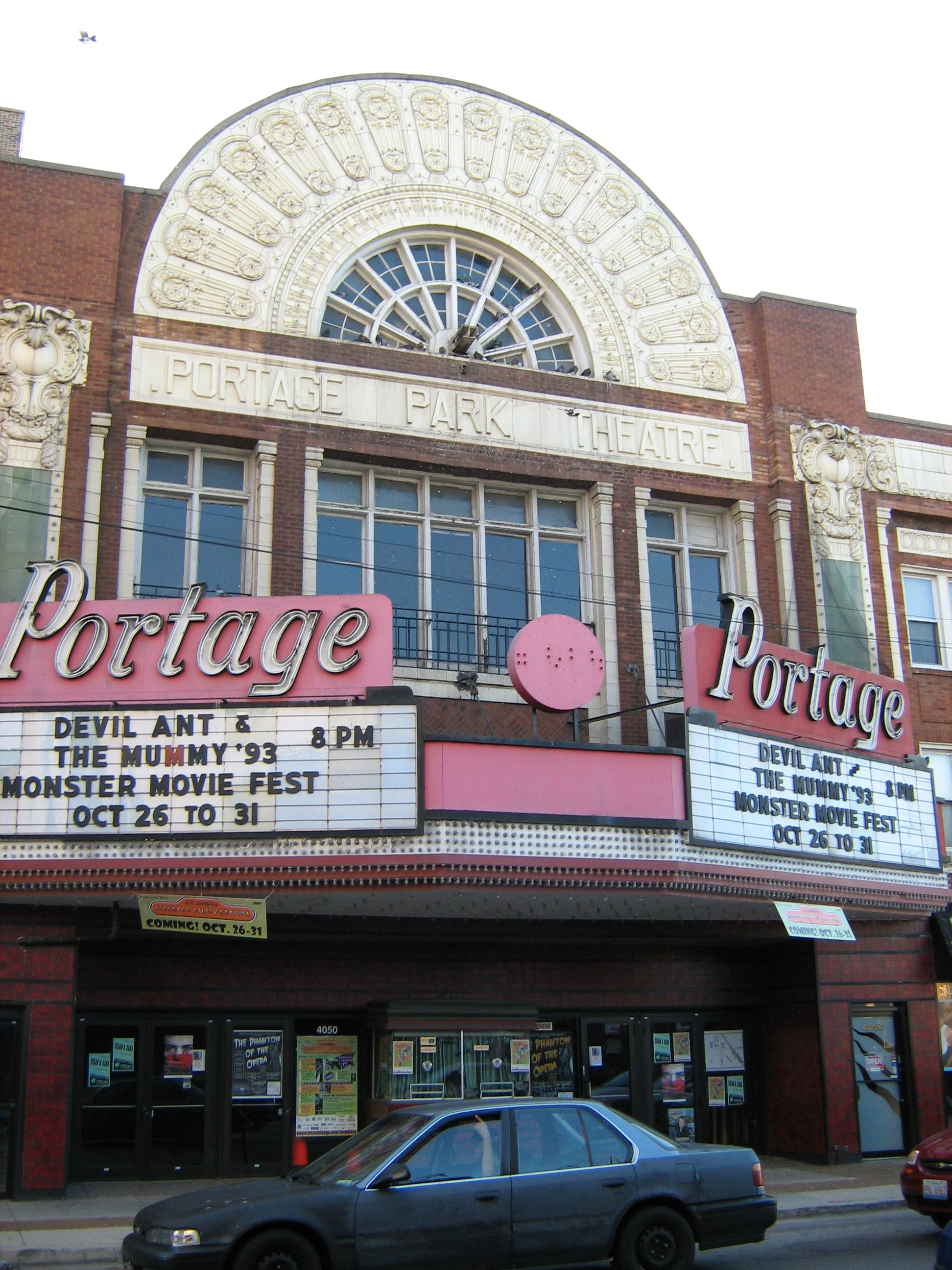
Cinema Portage em Chicago (2007)